# Буковець (гора)
Буковець — гора в Українських Карпатах, розташована в гірському хребті Явірник, у Надвірнянському районі, поблизу міста Яремче Івано-Франківської області.

## Географія
Гора Буковець розташована у крайній, північно-західній частині гірського хребта Явірник (гірський масив Ґорґани), входить до території Карпатського національного природного парку. Висота вершини 1223,5 м. Вершина куполоподібна. Підніжжя гори вкриті лісами, вище — полонини. На південь від гори розташована вершина Згар (1364 м), на північному сході — перевал Переслоп, на північному заході — гора Товста (1399 м) та гора Закедри (1256 м). За 7 км на південний захід від гори розташований найбільший гірськолижний курорт України — Буковель, а за 4 км на схід — місто Яремче.